# 英国びいき
英国びいき(Anglicism)は他の言語に導入された英語のことで、一般的に英語圏では使われていない単語や語句をいう。
20世紀と21世紀にアングロフォン・メディアの台頭と英国と米国文化の世界的な拡散により、多くの英語用語が他の言語に広まった。インターネットやコンピューターのような技術関連の英単語は、従来の単語がないため、全世界に広がっている。英語の単語は時には縮語的に輸入され、時には英語化と類似した過程で輸入言語に合わせて調整される。ラテン語以外のアルファベットを使用する言語では、このような借用語をラテンアルファベットで作成することができるので、スクリプトが混合されたテキストが生成される。他の場合は音訳される。英語やその他の外国語を日本語に翻訳する際には一般的にカタカナ文字を使う。
一部の国では、そのような英語化が比較的穏健なものと見なされ、英単語の使用がシックな側面を持つこともある。 日本では、国内市場向けのマーケティング製品に英語または類似英語ブランド名とスローガンを使用する場合が多い。 他の国では英語化を否定的に受け止め、公益団体と政府は傾向を逆転させようと努力を傾けている。
アングリシズム(Anglicism)という単語がイングリッシュ(English)という単語に根付いているが、その過程が必ずしもイングランドのアングリシズムを意味するわけではないという点に留意する必要がある。また、あらゆる種類の英語から来た用語や単語が含まれるので、米国から由来した外来語に対してはアメリカニズム(Americanism)という用語を使用する必要がある。